# Gornja Trnovitica
Gornja Trnovitica (1953-ig Trnovitički Vinogradi) falu Horvátországban Belovár-Bilogora megyében. Közigazgatásilag Velika Trnoviticához tartozik.

## Fekvése
Belovártól légvonalban 24, közúton 29 km-re délkeletre, községközpontjától légvonalban 3, közúton 9 km-re nyugatra, a Monoszlói-hegység erősen hegyes-dombos keleti lejtőin fekszik.

## Története
Gornja Trnovitica eredetileg Trnovitica szőlőhegye volt, ahol már évszázadok óta álltak a trnoviticai lakosok borospincéi, présházai. Önálló településnek csak a 20. század eleje óta számít. Lakosságát is csak 1900-ban számlálták meg először, amikor 192 lakosa volt. Lakói főként szőlő- és gyümölcstermesztésből éltek. 1918-ban az új szerb-horvát-szlovén állam, majd később Jugoszlávia része lett. 1941 és 1945 között a németbarát Független Horvát Államhoz, majd a háború után a szocialista Jugoszláviához tartozott. A háború után a fiatalok elvándorlása miatt lakossága folyamatosan csökkent. 1991-től a független Horvátország része. 1991-ben lakosságának 93%-a horvát nemzetiségű volt. A délszláv háború idején mindvégig horvát kézen maradt. 2011-ben a településnek 56 lakosa volt.

## Lakossága
| Lakosság változása | Lakosság változása | Lakosság változása | Lakosság változása | Lakosság változása | Lakosság változása | Lakosság változása | Lakosság változása | Lakosság változása | Lakosság változása | Lakosság változása | Lakosság változása | Lakosság változása | Lakosság változása | Lakosság változása | Lakosság változása |
| ------------------ | ------------------ | ------------------ | ------------------ | ------------------ | ------------------ | ------------------ | ------------------ | ------------------ | ------------------ | ------------------ | ------------------ | ------------------ | ------------------ | ------------------ | ------------------ |
| 1857               | 1869               | 1880               | 1890               | 1900               | 1910               | 1921               | 1931               | 1948               | 1953               | 1961               | 1971               | 1981               | 1991               | 2001               | 2011               |
| 0                  | 0                  | 0                  | 0                  | 192                | 0                  | 0                  | 0                  | 312                | 285                | 227                | 174                | 116                | 91                 | 71                 | 56                 |

(1857 és 1880, valamint 1910 és 1931 között lakosságát az egységes Trnoviticához számították.)